# Xander Ketrzynski
Xander Wolf Wassenaar Ketrzynski (Toronto, 27 gennaio 2000) è un pallavolista canadese, opposto del Lüneburg.

## Biografia
Proviene da una famiglia fortemente legata alla pallavolo: è figlio dell'ex pallavolista Alexander Ketrzynski e anche i suoi fratelli minori Cole e Trent sono pallavolisti.

## Carriera

### Club
La carriera di Xander Ketrzynski inizia nei tornei scolastici canadesi, giocando per la York Mills. Entra poi a far parte della formazione universitaria della Ryerson, con cui è di scena nella U Sports per due annate: nel novembre 2020, poco dopo l'inizio della terza stagione con la sua squadra universitaria, viene ingaggiato dall'Al-Sadd, con cui disputa la sua prima annata da professionista nella Qatar Volleyball League. 
Nella stagione 2021-22 approda in Serbia per disputare la Superliga con il Ribnica, dove però milita solo fino a dicembre, quando si trasferisce nella Austrian Volley League Men per il resto dell'annata, indossando la casacca dell'Aich/Dob. Per il campionato 2022-23 viene ingaggiato dal Lüneburg, disimpegnandosi inizialmente nel ruolo di centrale e poi nuovamente come opposto nella 1. Bundesliga tedesca.

### Nazionale
Fa parte della nazionale canadese under 21 che conquista la medaglia di bronzo al campionato nordamericano 2018 e quella d'argento alla Coppa panamericana 2019, dove viene anche insignito dei premi come miglior servizio e miglior opposto.
Nel 2021 debutta in nazionale maggiore in occasione del campionato nordamericano, dove si aggiudica la medaglia d'argento. Vince poi altri due argenti, rispettivamente alla NORCECA Final Six 2022 e alla Coppa panamericana 2022.

## Palmarès

### Nazionale (competizioni minori)
- Campionato nordamericano under 21 2018
- Coppa panamericana under 21 2019
- NORCECA Final Six 2022
- Coppa panamericana 2022

### Premi individuali
- 2019 - Coppa panamericana under 21: Miglior servizio
- 2019 - Coppa panamericana under 21: Miglior opposto